# 番の絆
番の絆（つがいのきずな）もしくはペアバンド（Pair bond）とは、特定の雌雄固有である番（つがい）の間に存在する繋がりを強調する言葉。
番とは、繁殖（卵もしくは子供の世話）に際して共同行動を取る特定の雌雄の組み合わせである。この絆は種によって1回の繁殖行為の施行中もしくは1回の繁殖期の間にわたって続く場合と、数年もしくは生涯にわたって続く場合がある。
繁殖期の間、番は一緒に行動するが、非繁殖期になると一旦解消される。しかし、種類によっては次の繁殖期になっても同じ個体と番を求める傾向があり、それが数年もしくは生涯にわたって番の絆を維持する結果になる場合がある。これを配偶者執着性（mate fidelity）と言う。これは、同じ生活条件を維持しようとする固執性と繁殖における成功体験が影響していると考えられている。
番を構成する雌雄はそれぞれがその絆を外部に示すため、あるいは相手との絆を維持・強化するために様々な特殊な行動を取ることが知られている。